# Mauprévoir
Mauprévoir – miejscowość i gmina we Francji, w regionie Nowa Akwitania, w departamencie Vienne.
Według danych na rok 1990 gminę zamieszkiwało 740 osób, a gęstość zaludnienia wynosiła 15 osób/km² (wśród 1467 gmin regionu Poitou-Charentes Mauprévoir plasuje się na 413. miejscu pod względem liczby ludności, natomiast pod względem powierzchni na miejscu 36.).